# Claudio Rissi
Claudio Rissi (ur. 22 maja 1956 w Buenos Aires, zm. 2 lutego 2024 tamże) – argentyński aktor teatralny i filmowy, reżyser teatralny. Rissi przez większość swojej kariery pracował dla Teatro Argentina. Zmarł na raka w dzielnicy Palermo w Buenos Aires 2 lutego 2024 roku w wieku 67 lat.

## Wybrana filmografia
- 1988: Przyjaciółka, jako policjant ponad prawem
- 1992: Zakładnik, jako kierowca Khalima
- 1999: Odwet, jako Salazar
- 2000: Spalona forsa, jako Relator
- 2002: To, co nas łączy, jako Demedio
- 2003: Na dnie morza, jako taksówkarz
- 2004: Najbliższe wyjście, jako Caloiero
- 2004: Erreway: 4 caminos, jako Angioletti
- 2004: Palermo Hollywood, jako Turek
- 2006: Miasto pełne namiętności, jako Duke
- 2009: Paco, jako Alvarez
- 2011: Wskaźnik, jako Felipe "Filpi"
- 2011: Zły kraj, jako pułkownik Villegas
- 2012: Moja miłość, moja miłość, jako Luis Bonicatto
- 2016: Tygrys, krew w ustach, jako Mario
- 2016: El marginal. Syndykat zbrodni, jako Mario Borges
- 2017: Pustynna narzeczona, jako "Gringo" Miguel Alfredo Corbalán
- 2017: Miłość po miłości, jako komisarz Antonio Valente
- 2018: Bruno Motoneta, jako wujek Beto
- 2021: Między mężczyznami, jako Tucumano Cortez

## Nagrody
- 2018: Nagroda Srebrnego Kondora dla najlepszego aktora drugoplanowego za Pustynna narzeczona